# Eduard Peithner von Lichtenfels

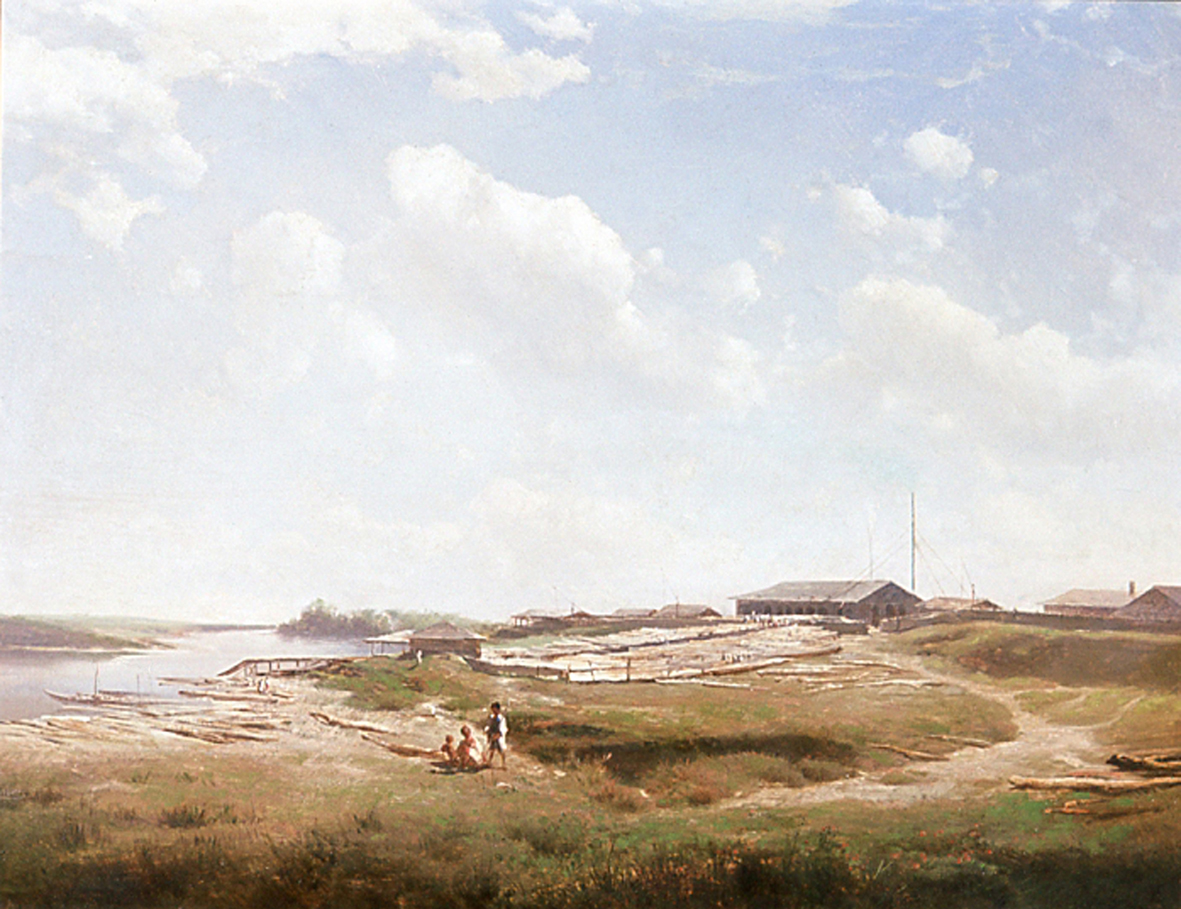
Donaulandschaft mit Holzlagerplatz, um 1860, Neue Galerie Graz am Universalmuseum Joanneum

Eduard Peithner von Lichtenfels (* 18. November 1833 in Wien; † 22. Januar 1913 in Berlin) war ein österreichischer Maler und bedeutender Lehrer der österreichischen Landschaftsmalerei. In der Zeit von 1872 bis 1901 hatte er eine Professur für Landschaftsmalerei an der Wiener Akademie der bildenden Künste inne und war dort zwischen 1878 und 1880 sowie 1897 bis 1899 Rektor.

## Leben
Lichtenfels stammte aus dem böhmisch-österreichischen briefadeligen Geschlecht Peithner von Lichtenfels und wurde 1833 als Sohn des Philosophen Johann Peithner von Lichtenfels (1793–1866) geboren. Er besuchte die Wiener Akademie unter Franz Steinfeld und Thomas Ender und hielt sich 1857 und 1858 in Düsseldorf auf, wo er sich hauptsächlich Karl Friedrich Lessing anschloss, ohne jedoch direkt dessen Schüler zu sein. In dieser Zeit war er auch Mitglied des dortigen Künstlervereins Malkasten. Nach seiner Rückkehr nach Wien machte er den Feldzug von 1859 als Leutnant der Infanterie mit. 1871 wurde er Lehrer und 1872 Professor der Landschaftsmalerei an der Wiener Akademie, wo er die Leitung der Schule für Landschaftsmalerei übernahm. In den darauf folgenden Jahren führte Peithner von Lichtenfels seine Schüler mehrmals in die Wachau, insbesondere nach Weißenkirchen und Dürnstein. Letzteres erfreute sich nach einer Exkursion, die Peithner von Lichtenfels 1888 mit seinen Schülern unternahm, als besonders beliebter Studienort, was auch dazu führte, dass die Wachau sich damit als Malerlandschaft etablierte. Die Landschaftsmalerschule von Eduard Peithner von Lichtenfels brachte schließlich die wichtigsten und eifrigsten Maler der Wachau hervor. Schüler von Lichtenfels waren unter anderem Ferdinand Andri, Wilhelm Bernatzik, Eduard Zetsche, Heinrich Tomec, Hans Wilt, Johann Nepomuk Geller und Maximilian Suppantschitsch. Die meisten dieser Künstler blieben der Wachau zeitlebens künstlerisch verbunden, einige ließen sich sogar dort nieder. Nach seiner Pensionierung 1901 von der Wiener Akademie hielt sich Lichtenfels zeitweilig in Nürnberg und Berlin auf, wo er 1913 verstarb.
In der Ausstellung des Österreichischen Kunstvereins erschien Lichtenfels zuerst 1854 mit einer Partie von Iffingen in Südtirol, dann folgten Darstellungen aus österreichischen und bayrischen Bergen; zumeist entnahm er jedoch seine Motive aus Niederösterreich und schilderte gern Wald- und Sumpfpartien aus der Gegend von Lundenburg (heute Břeclav in Tschechien). Ein Motiv von Lundenburg befindet sich in der kaiserlichen Galerie zu Wien. Über pathetisch gesteigerte, detailreiche Landschaften gelange Lichtenfels zu intimen Naturausschnitten und idyllischen Stimmungen. Er schuf Öl-, Tempera- und Pastellbilder. Seine bevorzugte Technik jedoch war eine Mischung von Federzeichnung mit Aquarell die besonders frische und reizvolle Werke hervorbrachte. Werke Lichtenfels befinden sich heute in den bedeutendsten österreichischen Gemäldesammlungen.
Seine Tochter war die Pianistin, Opernsängerin (Sopran) und Gesangspädagogin Paula von Lichtenfels.

## Werke (Auswahl)

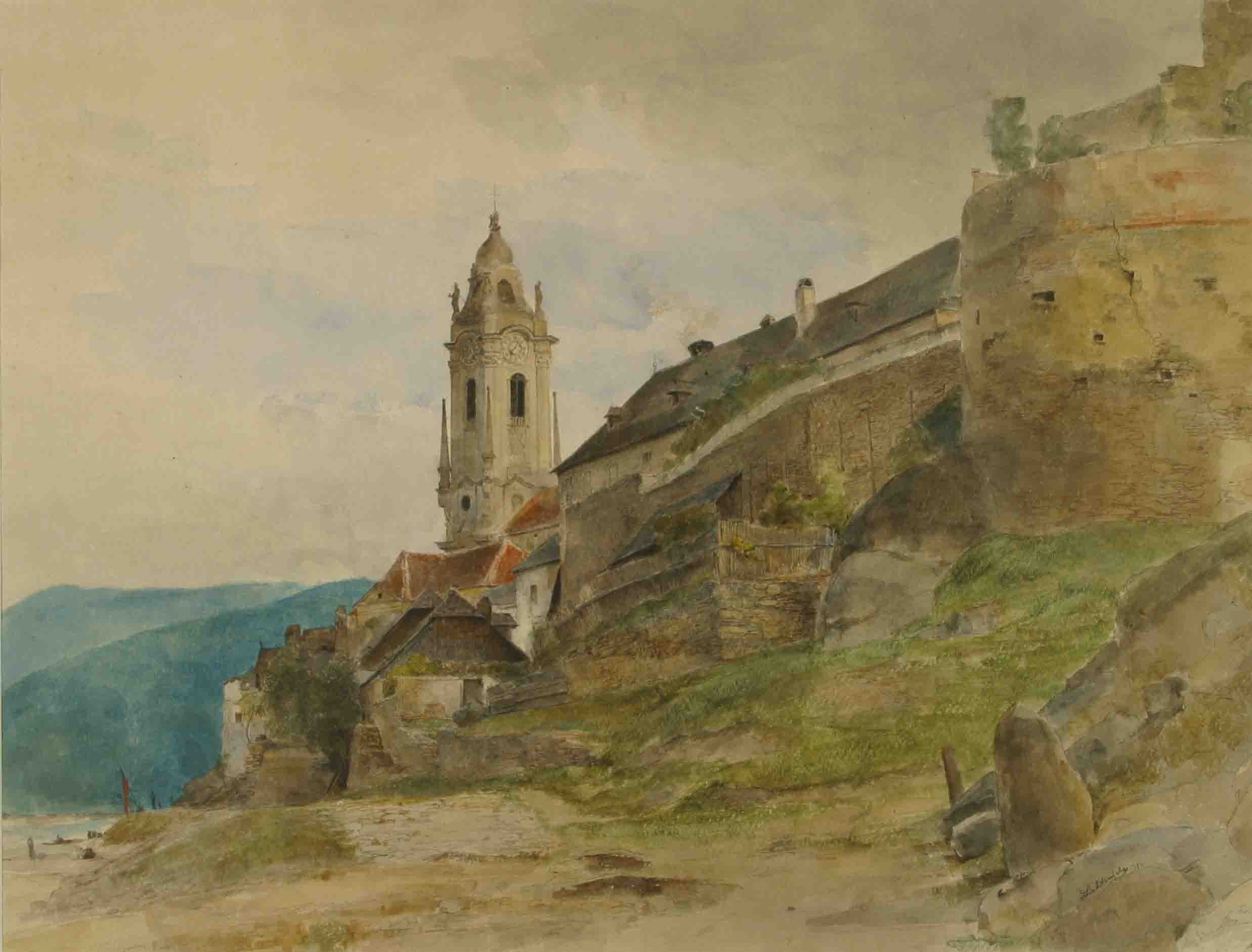
Blick auf Dürnstein

Von seinen übrigen Werken sind zu nennen:
- Motiv bei Pitten in Niederösterreich
- Donaupartie bei Weißenfels
- Aus dem Quarnero
- Der Gipfel des Ätna, 1880
- Die Dolomitgruppe des Schlern bei Bozen (in der Universität zu Wien)
- An der Küste von Istrien, 1886

Mit einer gewandten, flüssigen Technik verband er poetische Auffassung und große Kraft der Stimmung. Lichtenfels, der in Öl und Aquarell malte, hat auch einige Radierungen ausgeführt.